# Sawtry Abbey
Sawtry Abbey (auch Saltrede; Saltereia) ist eine ehemalige Zisterzienserabtei rund 3 km ostsüdöstlich von dem Dorf Sawtry in Cambridgeshire in England rund 1 km nördlich der Straße B 1090 nach St. Ives und 13 km nördlich von Huntingdon.

## Geschichte
Das Kloster wurde 1147 von Simon von Senlis, dem Earl von Huntingdon und Northampton, einem Abkömmling von Wilhelm dem Eroberer, als erstes Tochterkloster von Warden Abbey, einer Tochter von Rievaulx Abbey aus der Filiation der Primarabtei Clairvaux, gestiftet. Es gelangte niemals zu besonderer Größe oder Bedeutung. Die Klostergebäude wurden wohl überwiegend in der Mitte des 12. Jahrhunderts errichtet. Der Ostteil der Kirche wurde bis 1238 umgebaut. 1536 wurde das Jahreseinkommen der Abtei auf 141 Pfund geschätzt und das Kloster zählte nur sieben Mönche. Die Abtei wurde mit den kleineren Klöstern 1536 aufgelöst. Später kam es an das St. John’s College in Cambridge.

## Bauten und Anlage
Kirche und Klostergebäude sind bis zum Beginn des 19. Jahrhunderts abgegangen. Die Fundamente wurden um 1850 als Straßenbaumaterial entfernt. Der noch aus Erdwällen erkennbare Plan des Klosters wurde von 1907 bis 1912 ermittelt. Die Kirche lag im Norden, das dreischiffige Langhaus hatte sieben Joche. Das Querhaus schloss im Osten mit je zwei Seitenkapellen, der Chor war rechteckig geschlossen. Die Klausur lag im Süden. Die Anlage entsprach dem bei frühen Zisterzienserklöstern Üblichen (Laientrakt mit zweischiffigem, zwölfjochigem Gebäude an der Westseite des Kreuzgangs, Refektorium, Küche und Kalefaktorium im Süden, Sakristei, Kapitelsaal und Mönchssaal im Osten, südlich davon ein weiterer, zweischiffiger und fünfjochiger Saal). Südwestlich der Klausur lag ein größeres Gebäude, das als Gästehaus oder Hospiz identifiziert wird (Planskizze bei New).

## Varia
Das Kloster wird in einem alten Vers genannt:
- Ramsey the rich of gold and of fee,
- Thorney the bane of many a fair tree,
- Croyland the courteous of their meat and their drink,
- Spalding the gluttons as all men do think,
- Peterborough the proud as all men do say,
- Sawtry by the way that poor abbaye
- Gave more alms in one day than all they.